# Rosttaggstjärt
Rosttaggstjärt (Synallaxis unirufa) är en fågel i familjen ugnfåglar inom ordningen tättingar.

## Utseende och läte
Rosttaggstjärten är en enfärgat roströd fågel med mörk tygel och lång och taggig stjärt. Könen är lika. Den kan förväxlas med rostgärdsmygen, men är mindre, med taggigare stjärt och enfärgade vingar utan mörkare tvärband. Lätet består av ett enkelt "pweep!".

## Utbredning och systematik
Rosttaggstjärt delas in i fyra underarter med fölhande utbredning:
- Synallaxis unirufa unirufa – förekommer i Anderna i Colombia och östra Ecuador
- Synallaxis unirufa munoztebari – förekommer i Sierra de Perija (östra Colombia) och Anderna i västra Venezuela
- Synallaxis unirufa meridana – förekommer i östligaste Colombia och Anderna i västra Venezuela
- Synallaxis unirufa ochrogaster – förekommer i Anderna i södra Peru till Cordillera Vilcabamba (norra Cusco)

## Levnadssätt
Rosttaggstjärten hittas i bergstrakter i övre subtropiska zonen och den tempererade zonen, mestadels på mellan 2000 och 3200 meters höjd. Par eller små familjegrupper ses lågt ner, ofta i områden med stånd av bambu. 

## Status
Arten har ett stort utbredningsområde och beståndet anses vara stabilt. Internationella naturvårdsunionen IUCN listar den därför som livskraftig (LC).